# Курс — соціальна демократія
Курс — соціальна демократія (словац. Smer — sociálna demokracia, також Смер — соціальна демократія, до 2005 року — Курс (третій шлях)) — лівоцентристська політична партія в Словаччині.
Партія була створена в 1999 році популярним лівим політиком Робертом Фіцо, який вийшов з Демократичної лівої партії (словац. Strana demokratickej ľavice). На парламентських виборах 2002 року партія домоглася значного успіху, провівши 25 депутатів в парламент. На що відбулися в тому ж році виборах в Європарламент партія отримала 3 з 14 призначених для Словаччини мандатів. В 2005 році в партію увійшло кілька дрібніших лівих партій, включаючи і Демократичну ліву партію, а сама партія була перейменована.
На парламентських виборах 2006 року партія посіла перше місце, отримавши 29,1 % голосів і 50 місць у словацькому парламенті. Після виборів був укладений союз з досить популістськими партіями — Народною партією — Рухом за демократичну Словаччину колишнього прем'єр-міністра Володимира Мечьяра і Словацькою національною партією, завдяки чому лідер партії Роберт Фіцо став прем'єр-міністром Словаччини. На виборах до Європарламенту 2009 року партія отримала 5 з 13 мандатів, призначених для Словаччини.
На минулих 12 червня 2010 парламентських виборах партія отримала 880 111 (34,79 %) голосів і 62 місця, перемігши в абсолютній більшості районів Словаччини. Проте один з колишніх партнерів по коаліції, РЗДС, не пройшов до парламенту, а Словацька національна партія отримала 9 місць замість колишніх 20. Представники правоцентристських партій відмовилися вступати в коаліцію з Робертом Фіцо. Таким чином, незважаючи на найбільшу фракцію, партія втратила панівне становище. Новим прем'єр міністром стала Івета Радічова.
На дострокових парламентських виборах 10 березня 2012 партія отримала 44,41 % голосів і отримала 83 місця зі 150 в Парламенті Словаччини.